# Pärsvärdighet
Pärsvärdighet (engelska peerage med titeln peer, av franska pair och latin par, jämlike) betecknar idag den adelsvärdighet som tillkommer medlemmar av det brittiska parlamentets överhus. 
Begreppet har även använts om medlemmar i motsvarande organ i Frankrike fram till 1848 med avbrott för  åren efter franska revolutionen 1789 och i Portugal från 1826 till det republikanska statsskickets införande 1911.
Namnet och begreppet härstammar från den medeltida feodalismen, enligt vars rättsuppfattning alla vasaller under samma länsherre ansåg sig som jämlikar (latin pares). Vid domstolarna hade de att döma i varandras mål, då ingen, som ej var deras jämlike, fick sitta till doms över dem. Kungens omedelbara vasaller, kronvasallerna, bildade i den fullt utvecklade vasallstaten en högsta domstol (franska cour des pairs). Dess medlemmar, i Frankrike kallade pairs de France, kom efter hand att utgöras uteslutande av de mäktigaste kronvasallerna, vilka med tiden lyckades få sina rättigheter och skyldigheter ärftliga efter primogenitur.

## Frankrike
Vid capetingernas tillträde till franska tronen (987) fanns i Frankrike endast sex pärer, hertigarna av Normandie, Burgund och Aquitaine samt grevarna av Flandern, Toulouse och Champagne. Senare tillkom sju andliga pärer, ärkebiskoparna av Reims och Paris samt biskoparna av Laon, Langres, Beauvais, Noyon och Châlons, och 27 världsliga, samtliga hertigar (dock var inte alla hertigar pärer).
Allteftersom kungamakten konsoliderades, minskades pärernas makt och anseende. Dock fick de genom Ludvig XIV stadfäst sin sedvanerätt att vid viktiga tillfällen ha säte och stämma i parlamentet (Frankrikes högsta domstol). Genom franska revolutionen 1789 slopades pärinstitutionen, men återinfördes genom den ”konstitutionella kartan” 1814, som skapade en pärskammare (chambre des pairs), vars medlemmar utnämndes av kungen för livstid i obegränsat antal förutom kungliga prinsar, som var självskrivna. Napoleon I införde 1815 en pärskammare med ärftliga ledamöter. Julirevolutionen 1830 avskaffade det ärftliga pärskapet, men 1831 fick kungen rätt att inom vissa kategorier av medborgare, dock ej ärkebiskopar och biskopar, utse pärer på livstid. Februarirevolutionen 1848 upphävde även denna pärskammare, och sedan dess är den försvunnen ur Frankrikes statsskick. Från 1875 till 1918 bestod dock senaten delvis av ett visst antal oavsättliga senatorer (sénateurs inamovibles).

## Storbritannien
Inom Förenade konungariket Storbritannien och Nordirland är pärsvärdighet (engelska: peerage) en benämning på det system av titlar som anger om innehavaren har adlig värdighet. Värdigheten utdelas av den brittiske monarken och kan endast innehas av dennes undersåtar. En commoner är alla de undersåtar som varken är en pär (peer) eller monarken själv.

### Ärftliga pärsvärdigheter
Pärsvärdigheten är i vissa fall ärftlig men tillkommer då endast huvudmannen för varje ätt. Äldste sonen till en huvudman kan ges en av huvudmannens sekundärtitlar, om sådan finns, och så fortsatt i rakt nedstigande led. Övriga arvingar bär endast artighets- eller hederstitlar (courtesy titles).
Pärernas roll var ursprungligen att besätta platserna i överhuset, House of Lords. Fram till införandet av Peerage Act 1963 var dock skotska pärer inte garanterade plats i överhuset; inte heller kunde kvinnor som ärvt pärskapet suo jure (i egen rätt, det vill säga blivit ättens huvudman) sitta i överhuset. Den nya lagen gjorde detta möjligt, samtidigt som det också blev möjligt för en pär att avstå sin värdighet. Irländska pärer fick däremot inte plats i överhuset, men gavs däremot rösträtt och valbarhet till underhuset.
Rätten för ärftliga pärer till en plats i överhuset har dock successivt begränsats genom unionsbildningarna mellan England, Skottland och Irland samt av politiska reformer med just detta syfte under modern tid. Genom införandet av House of Lords Act 1999 avskaffades de ärftliga pärernas automatiska rätt att sitta i överhuset, med undantag för 90 pärer. Av dessa är 90 valda av överhuset, medan befattningarna som Earl Marshal och Lord Great Chamberlain ingår ex officio, för att de ska kunna utföra sina ceremoniella uppgifter i överhuset.
Av pärernas privilegier kvarstår därutöver idag endast rätten att få begära audiens hos monarken för att framlägga ärenden som gäller allmänt väl och rätten att slippa arrest vid civilrättsliga mål.

### Livstidspärer
I slutet av 1800-talet infördes livstidspärer, för att säkerställa överhusets dömande funktion. Dessa så kallade laglorder fick barons rang, och var ursprungligen endast del av överhuset så länge de tjänstgjorde som domare. Från 1887 blev de livstidspärer.
Genom Life Peerages Act 1958 infördes livstidspärers värdighet (Life peers), med barons respektive baronessas rang men utan arvsrätt för efterkommande. Fram till dess hade endast män haft säte i överhuset, men genom den nya lagen blev även kvinnor som utsetts till livstidspärer ledamöter av överhuset.
Livstidspärer utses av monarken, på premiärministerns förslag. Utnämningen kan ske för att möjliggöra en utnämning till minister, av partipolitiska skäl eller som belöning i samband med att en regering eller parlamentet upplöses. Enligt kutym rådgör premiärministern med oppositionspartiernas ledare för att utse ledamöter från deras partier.
Premiärministern kan också utse ett visst antal opolitiska ledamöter som belöning för betydande samhällsinsatser. En särskild kommitté bereder förslag om tvärpolitiska utnämningar och självnomineringar.   , för att utse partipolitiskt knutna pärer, Oppositionen har också möjlighet att ge förslag på ett antal nya pärer, via premiärministern.

### Begränsningar i utdelandet
Ärftliga pärskap har efter 1900-talets mitt huvudsakligen getts till medlemmar av kungafamiljen. Premiärminister Margaret Thatcher valde att göra tre undantag från traditionen då hon 1983 bad drottningen att utnämna två nya viscounter, de första sedan 1964. En vecka efter parlamentsvalet i Storbritannien den 9 juni 1983 utnämndes William Whitelaw, Storbritanniens biträdande premiärminister, till viscount Whitelaw, och den 15 juli utnämndes George Thomas, avgående talman i brittiska underhuset, till viscount Tonypandy. Den 24 februari 1984 utnämndes slutligen förre premiärministern Harold Macmillan till Earl av Stockton. Det var första gången sedan 1956 som en icke-kunglig person adlats till earl. Kritiken mildrades av det faktum att både Whitelaw och Thomas saknade manliga arvingar och deras titlar skulle sålunda dö ut med dem. När Macmillan avled 1986 ärvdes earltiteln av hans sonson Alexander (Macmillans son Maurice avled redan 1984).

### Titlar
Pärsvärdigheten omfattar i fallande rangordning följande grader.
| Heraldisk rangkrona | Engelsk benämning                                                 | Svenskspråkig motsvarighet                                                                                             | Not   |
|                     | Duke                                                              | Hertig | [ 6 ] |
|                     | Marquess                                                          | Markis | [ 6 ] |
|                     | Earl                                                              | Motsvarar greve, men brukar inte översättas. Ordet har samma språkliga ursprung som den medeltida svenska titeln jarl. | [ 6 ] |
|                     | Viscount                                                          | Vicomte/viscount | [ 6 ] |
|                     | Baron (för England och Irland) Lord of Parliament (för Skottland) | Baron | [ 6 ] |

Den vardagliga titeln är lord [titel], utom för hertigar. Tilltalet från någon av lägre rang är "Min herre" (My Lord), utom för hertigar som tilltalas "Ers nåd" (Your Grace).

### Rangordning
Rangordningen mellan olika pärer av samma grad beror i fallande ordning på när titeln förlänats:
1. Pärer av Kungariket England (utnämnda före unionsakten 1707)
2. Pärer av Kungariket Skottland (utnämnda före unionsakten 1707)
3. Pärer av Kungariket Storbritannien (utnämnda mellan unionsakterna 1707 och 1800)
4. Pärer av Kungariket Irland (utnämnda före unionsakten 1800)
5. Pärer av Förenade kungariket Storbritannien och Irland (efter maj 1800)
6. Pärer av Irland (som utnämnts efter 1800)
7. Livstidspärer